# Ctenopterella gordonii
Ctenopterella gordonii är en stensöteväxtart som först beskrevs av S.B.Andrews, och fick sitt nu gällande namn av Barbara S. Parris. Ctenopterella gordonii ingår i släktet Ctenopterella och familjen Polypodiaceae. Inga underarter finns listade.